# Brephos festiva
Brephos festiva là một loài bướm đêm trong họ Noctuidae.